# Alec Völkel

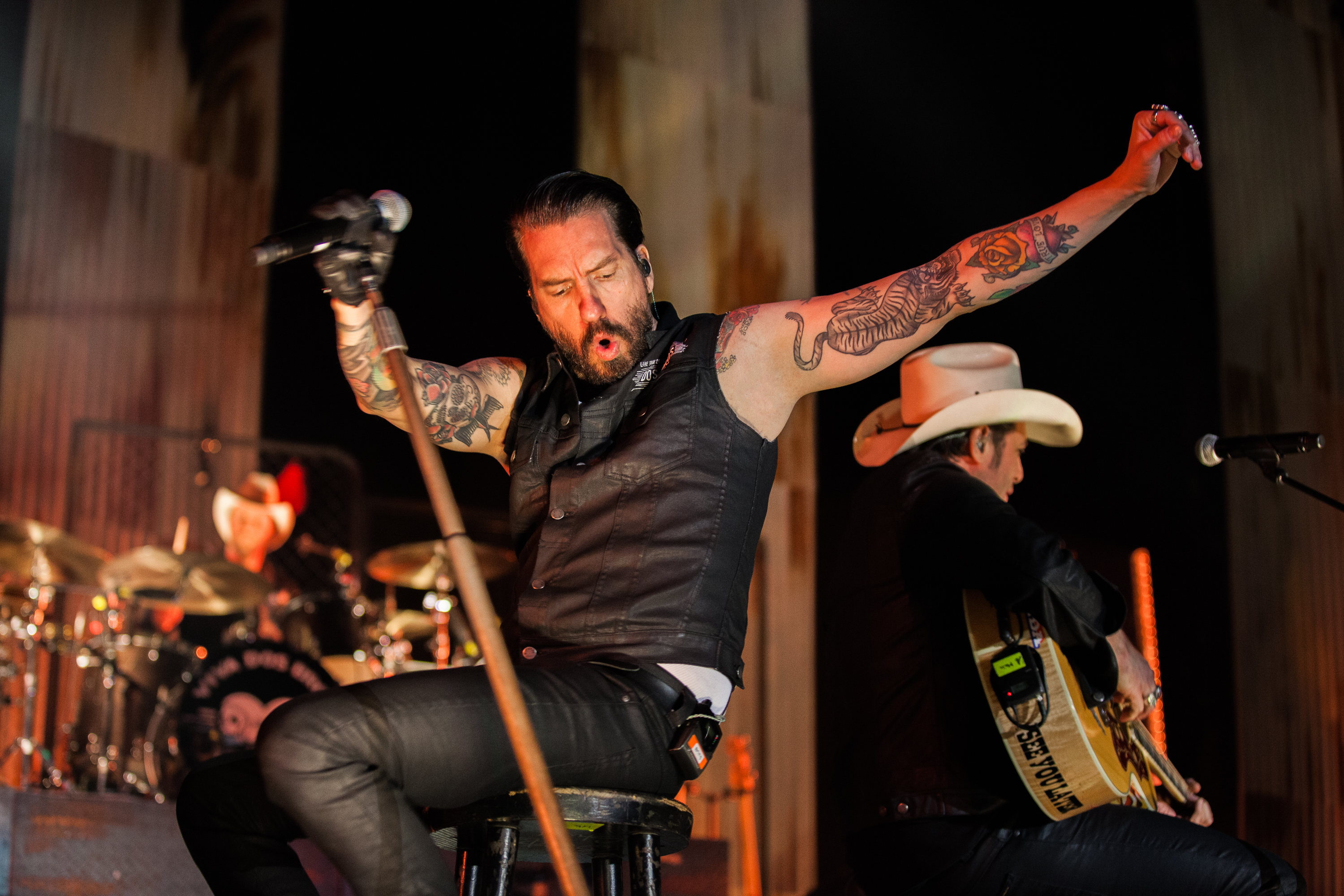
Alec Völkel (2016)

Alec Völkel (* 28. Februar 1972 in Ost-Berlin), auch Boss Burns, ist ein deutscher Sänger, Grafikdesigner und Gründungsmitglied der Band The BossHoss. Musikalisch ist er vor allem in den Bereichen Country und Rock tätig.

## Biografie

### 1995–2003: Boon
1995 stieg Völkel in die 1992 gegründete Heavy-Metal-Band Boon ein, die als Vorprogramm für Rammstein, In Extremo und andere Bands spielte. 2003 löste sich die Gruppe auf.

### Seit 2004: Teheran Taxi und The BossHoss

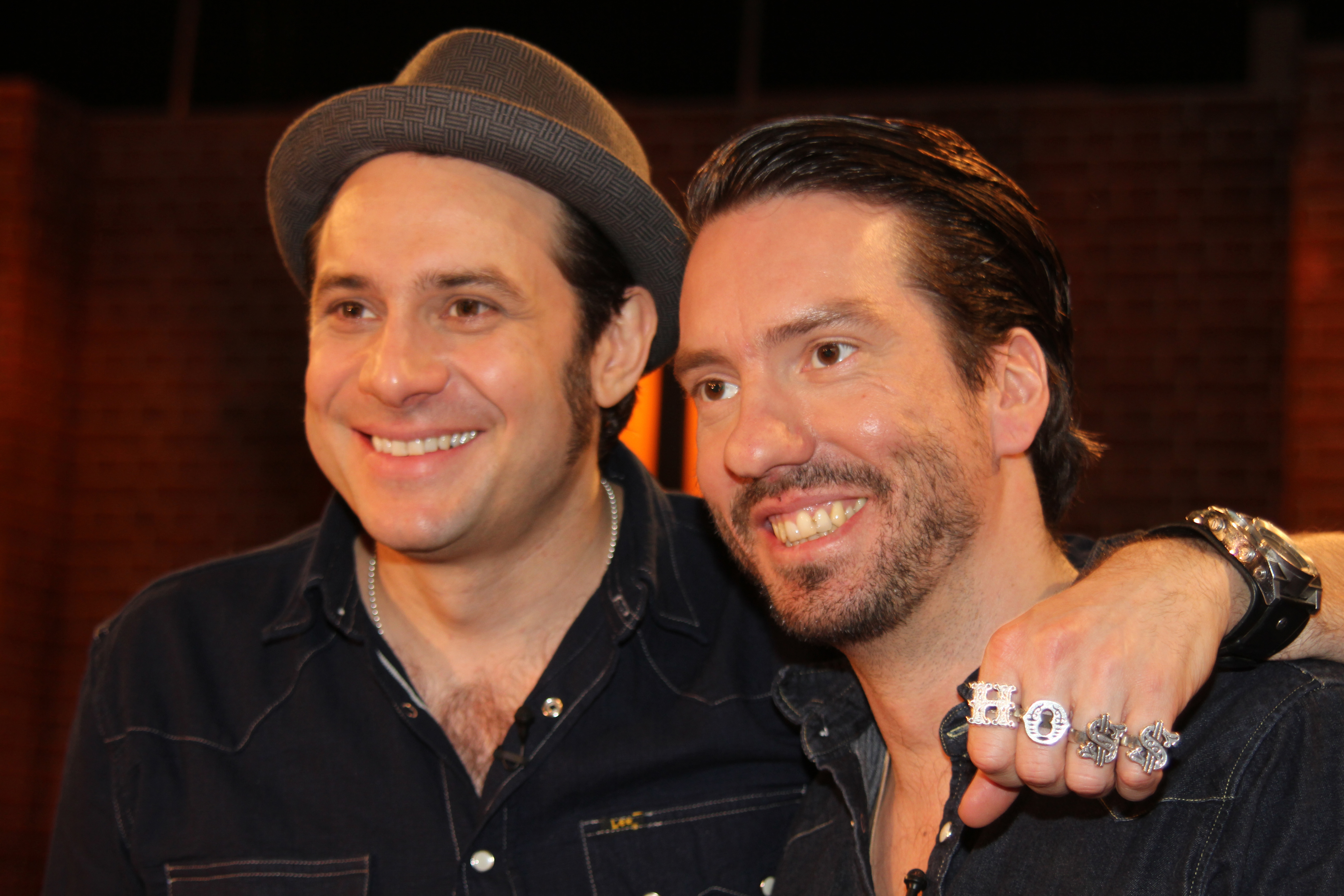
Hoss Power und Boss Burns (rechts), 2012

Seit 2003 sang er in der Indie- und Alternative-Band Teheran Taxi. 2004 veröffentlichten sie im Eigenvertrieb die zusammen mit Sascha Vollmer produzierte EP Teheran Taxi. Die Band ist seit längerem nicht mehr aktiv.
2004 gründete er zusammen mit Sascha Vollmer alias Hoss Power und Michael Frick, die wie er ebenfalls Werbegrafiker sind, in Berlin die Band The BossHoss. Ende 2004 unterzeichneten sie bei Universal Music ihren ersten Major-Plattenvertrag. Live übernimmt er die Rhythmusgitarre, wenn Vollmer Stylophone bei dem Instrumentalzwischenteil von Hot in Herre spielt. Von 2011 bis 2013 teilten sich Völkel und Vollmer einen Jurysitz bei der Castingshow The Voice of Germany. Neben seinen Funktionen als Sänger und Waschbrettspieler ist Burns bei The BossHoss als Grafikdesigner der Alben tätig und züchtet in seiner Freizeit Wagyu Rinder.
Im Dezember 2015 heiratete er die Bild-Journalistin Johanna Michels, die im März  2016 einen gemeinsamen Sohn und im April 2021 eine gemeinsame Tochter zur Welt brachte. Er hat ebenfalls einen Sohn aus einer früheren Beziehung. Im Herbst 2020 nahm er im Kostüm des „Aliens“ an der dritten Staffel der ProSieben-Sendung The Masked Singer teil und belegte den zweiten Platz.

## Filmografie
- 2017: Hanni & Nanni – Mehr als beste Freunde
- 2020: Børning 3: Asphalt Börning

## Diskografie
Für Veröffentlichungen mit The BossHoss siehe hier.
Mit Boon
- New Hate Is Lost
- Pentascope (4 Track EP)

Mit Teheran Taxi
- 2004: Teheran Taxi